# Bukovca
Bukovca este o localitate din comuna Laško, Slovenia, cu o populație de 30 de locuitori.